# Ernst Mayr (Informatiker)
Ernst Wilhelm Mayr (* 18. Mai 1950 in Fürstenfeldbruck) ist ein deutscher Informatiker. 
Mayr ging in Alling und Fürstenfeldbruck zur Schule. Nach einer Aufnahme in die Stiftung Maximilianeum studierte er von 1971 bis 1975 Mathematik und Informatik an der Technischen Universität München. Während eines Aufenthalts am Massachusetts Institute of Technology machte er 1977 den Master of Science in Informatik und Elektrotechnik, 1980 promovierte er an der TU München über Petri-Netze bei Manfred Paul. Daneben verfasste er für Siemens zwei Auflagen des Taschenbuches EDV-Abkürzungen.
Von 1982 bis 1989 lehrte Mayr, der seit 1984 auch am Presidential Young Investigator Program teilnahm, als Assistant Professor an der Stanford University. 1988 nahm er einen Ruf an die Johann Wolfgang Goethe-Universität in Frankfurt am Main an, wo er bis 1993 als Professor für Theoretische Informatik tätig war. Von 1993 bis zu seiner Pensionierung 2015 war er Inhaber des Lehrstuhls für Effiziente Algorithmen an der Fakultät für Informatik der TU München, der er von 2000 bis 2003 auch als Dekan vorstand.
Für seine Leistungen auf dem Gebiet der theoretischen Informatik erhielt Mayr 1997 den Gottfried-Wilhelm-Leibniz-Preis.